# Trachtenverein

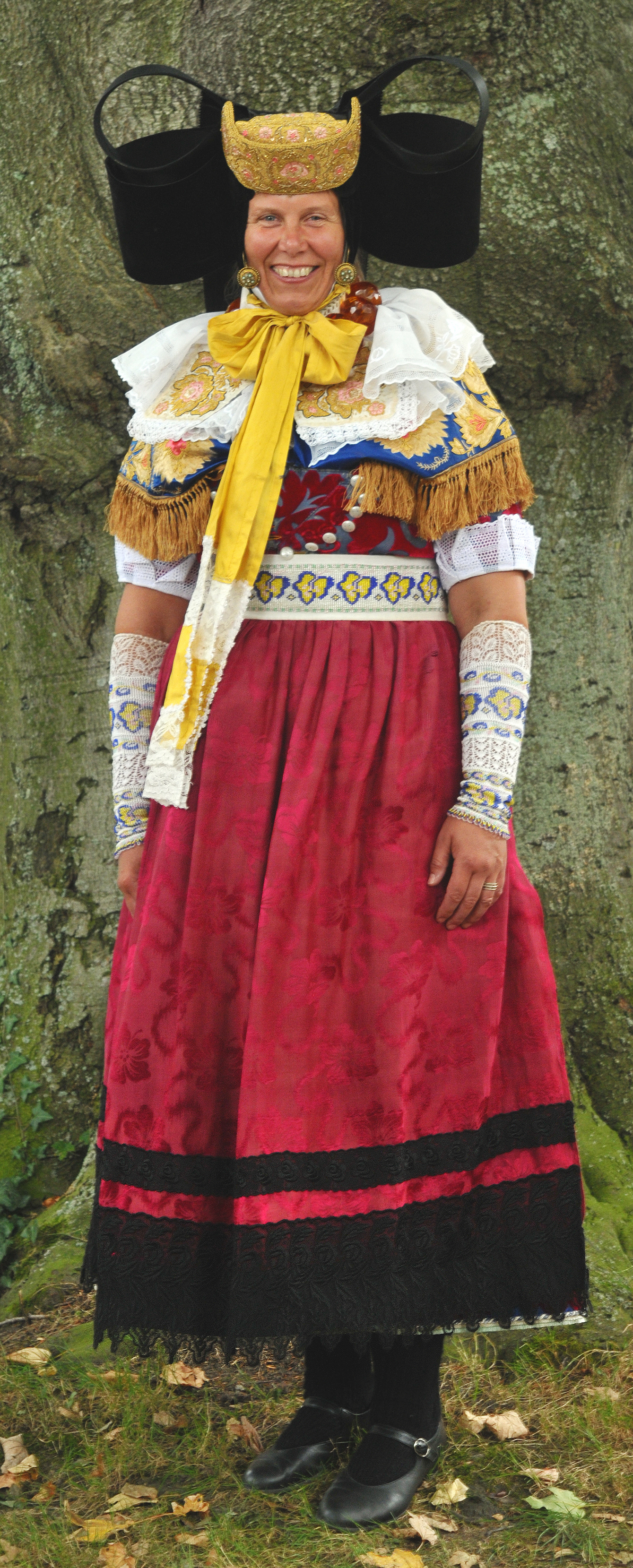
Diese Frau aus der Tanz- und Trachtengruppe Kleinenbremen e.V trägt die Bückeburger Festtagstracht, die früher bei festlichen Anlässen verwendet wurde.

Ein Trachtenverein ist ein Verein, der sich der praktischen Trachtenerhaltung und -pflege widmet. Die Mitglieder sind dazu angehalten, die lokale oder regionale Tracht möglichst häufig und original zu tragen und die damit ausgedrückte Heimatverbundenheit gesellig zu verlebendigen (Brauchtum). 
Dabei unterscheidet man geläufig zwischen:
- Gebirgstrachten(erhaltungs)vereine; meistens als GTEV abgekürzt
- (Heimat- und) Volkstrachten(erhaltungs)vereine; meistens als VTV bzw. HVTV abgekürzt (manchmal auch TV)

## Geschichte

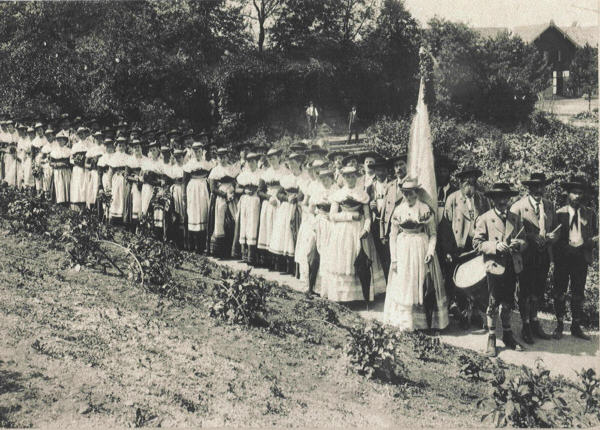
Foto der "Gesellschaft Gemüthlichkeit von 1859"
(Ältestes bekanntes Foto einer Trachtengesellschaft von 1862)

Ursprünglich verstand man unter Tracht ganz allgemein das "Tragen" von Kleidung oder die "getragene" Kleidung selbst. Die bäuerliche Tracht war ebenso wie die städtische Kleidung dem Wandel der Mode unterworfen. Zu Beginn des 19. Jahrhunderts kam es am bayerischen Hof, aber auch in Wien, zu einer regelrechten Trachtenbegeisterung. Von Joseph Hazzi aus Abensberg stammt die erste ausführliche Beschreibung der Trachten aus den verschiedenen Gerichten. Der Archivar der bayerischen Ständeversammlung Felix Joseph von Lipowsky brachte 1830 eine "Sammlung Bayerischer National-Costüme" heraus. Immer wieder versuchten auch staatliche Stellen, die Nationaltrachten zu erhalten. So am 1. Juni 1853 mit dem Schreiben des Präsidiums der kgl. Regierung von Oberbayern zur "Hebung des Nationalgefühls, insbesondere der Landestrachten". Am 4. April 1859 kam es zur Anmeldung der "Gesellschaft Gemüthlichkeit" in Miesbach, dem Vorläufer des 1884 gegründeten Trachtenvereins Miesbach. Um 1883 setzte sich der Lehrer Josef Vogl in Bayrischzell ebenfalls für die Erhaltung der alten Trachten und des heimatlichen Brauchtums ein. Er gründete am 25. August 1883 zusammen mit anderen jungen Burschen den ersten "Gebirgstrachten-Erhaltungsverein". 1890 wurde auf Anregung von Thomas Bacher in Bad Feilnbach der Gauverband I als erste Dachorganisation der Trachtenvereine gegründet. Am ersten Gaufest 1891 in Feilnbach nahmen 15 Trachtenvereine teil. Im Jahr 1899 gehörten dem Gauverband I bereits 43 Trachtenvereine an, 1906 waren es 61 Vereine. Im Laufe der Zeit gründeten sich weitere Gauverbände, so 1899 der Oberlandler Gau, 1903 der Inngau und 1926 der Chiemgau-Alpenverband.
Unter der Herrschaft des NS-Regimes wurden Trachten schließlich ein wichtiger Teil der nationalen Propaganda. Die Trachtenvereine wurden gleichgeschaltet. Kurz nach der Wiederzulassung der Trachtenvereine 1948 gab es 500 Trachtenvereine mit rund 45.000 Mitgliedern.

## Rezeption
Von Seiten der wissenschaftlichen Volkskunde wurden Trachtenvereine lange Zeit vorwiegend kritisch gesehen. Beispielhaft dafür ist folgende Äußerung des steirischen Universitätsprofessors und Trachtenforschers Viktor von Geramb aus dem Jahr 1935, der zwar die Heimatverbundenheit und den Enthusiasmus der Vereinsmitglieder anerkannte, die praktische Arbeit der Vereine aber heftig beanstandete: 

„Der Grundfehler, den wir bei ihnen sehen, ist der, daß die Bekleidungen von ihren Trägern sehr oft nicht wie eine lebendige Tracht, sondern vielmehr wie eine Vereinsuniform gewertet und behandelt werden. Ja, es kommt nicht selten vor, daß die einzelnen Gewänder gar nicht ihren Trägern selber gehören, sondern Vereinseigentum sind. Sehr oft passen sie nicht zum Gesicht, zum Alter, zur Gestalt des Trägers oder der Trägerin. Viele Vereine wachen eifersüchtig darüber, daß alle Mitglieder bis in alle Fältelchen und Knopfformengleich gekleidet,also eben uniformiert erscheinen. Das aber widerspricht [...] völlig dem Wesen einer lebendigen Tracht, die zum Unterschied von der Uniform vielmehr den Lebensstufen ihrer Träger, den Jahreszeiten, den Zeitumständen wohl angepaßt, also mannigfaltig, geschmeidig und em Wesen des Trägers nachgiebig sein muß. Der Widerspruch mit den Gesetzen der Volkstracht führt oft dazu, daß man bei den Aufzügen der Trachtenvereine [...] häßlichen Zerrbildern begegnet, die einem die Freude des Anblicks zerstören und die Würde und Ehre der Volkstrachten beleidigen.“

## Dachverbände
Sehr häufig sind Trachtenvereine in Dachverbänden zusammengeschlossen. Der wohl größte dieser Art ist der Bayerische Trachtenverband.

### Deutschland
Der Bayerische Trachtenverband und die weiteren Landestrachtenverbände in Deutschland sind im 1992 aus Vorläufern gegründeten Deutschen Trachtenverband (DTV) zusammengeschlossen, der seinen Sitz in München und die Geschäftsstelle in Wechmar, Thüringen hat. Er umfasst etwa zwei Millionen Mitglieder in ungefähr 2000 Vereinen in zehn Bundesländern. Seit 2002 wird er von Oberbürgermeister Knut Kreuch aus Gotha geleitet.

### Österreich
In Österreich sind viele Trachtenvereine im Bund der Österreichischen Trachten- und Heimatverbände zusammengefasst. 1891 wurde der noch heute bestehende Trachtenverein „Alpinia“ in Salzburg als erster österreichischer Trachtenverein gegründet. Hinweis des bayerischen Einflusses ist, dass dieser Verein nicht nur dem Landesverband Salzburg angehört, sondern auch noch Mitglied des Bayerischen Gauverbandes I ist.

### Schweiz
In der Schweiz sind viele Trachtenvereine in der 1926 gegründeten Schweizerischen Trachtenvereinigung zusammengefasst. Ihr Ziel ist die Erhaltung der schweizerischen Volkstrachten. 

### Südtirol
Seit 1980 gibt es die Arbeitsgemeinschaft Lebendige Tracht innerhalb des Heimatpflegeverbandes Südtirol. Sie steht Vereinen und Privatpersonen beratend zur Seite. 

### Vereinigte Staaten
1914 wurde der Schuhplattler-Verein Edelweiß of Chicago, Illinois von deutschen Einwanderern gegründet. Seit 1966 gibt es den Gauverband Nordamerika, ihm gehören heute 81 Trachtenvereine, davon sieben in Kanada mit mehr als 3.000 Trachtlerinnen und Trachtlern an.